# Francesco Coniglio
Francesco Coniglio, né le 11 octobre 1916 à Catane et mort le 24 septembre 1993 dans cette même ville, est un homme politique italien, président de la Région sicilienne de 1964 à 1967.

## Biographie
Baron catanais, diplômé en droit, il se consacre à l'exploitation de ses terres et siège à la Cassa centrale di risparmio Vittorio Emanuele per le province siciliane (Sicilcassa).
Il est élu à l'Assemblée régionale sicilienne en 1955 député pour la Démocratie chrétienne du collège de Catane. Réélu en 1959, il est nommé conseiller aux Travaux publics dans la junte de Benedetto Majorana della Nicchiara (1960-1961), puis dans les gouvernements D'Angelo à l'administration civile (1961-1963) et aux collectivités locales (1963-1964).
Réélu en 1963, les hauts dirigeants siciliens de la DC, le Palermitain Giovanni Gioia et le Messinois Nino Gullotti, lui confient la succession D'Angelo à la tête de la région et la pérennisation de la coalition de centre-gauche jusqu'à la fin de la législature en pour juin 1967.
Sans poids politique mais cordial, plus docile et sachant par ses mots concilier les points de vue divergents ou atténuer la dureté de ses décisions, il conduit l'alliance entre la DC, le PSI et les partis laïcs dans trois gouvernements jusqu'à l'échéance prévue. Au sein des gouvernements Coniglio, on compte les futurs présidents Mario Fasino et Vincenzo Carollo ainsi que Rosario Nicoletti, futur secrétaire de la DC sicilienne.
Son élection resserre les rangs de la DC divisés entre partisans de Moro et le courant fanfanien, mais fait perdre à la coalition sa force réformatrice. Parfois qualifié de « contre-réforme » en comparaison aux gouvernements D'Angelo, la politique menée par Coniglio apparaît essentiellement une gestion des affaires courantes, sans projet fort, si ce n'est un recul de la volonté de contrer l'influence de la mafia. Homme de confiance de Graziano Verzotto, Antonino Gullotti et Antonino Drago, proches des pouvoirs mafieux, il suspend les enquêtes sur la SOFIS,.
Sous l'impulsion de son gouvernement, l'Autorité de développement agricole (ESA) est créé par l'Assemblée régionale.
Son deuxième gouvernement démissionne après sa mise en minorité sur le budget régional par le retrait du soutien des socialistes en décembre 1966. Réconcilié avec le PSI, il est réélu le 20 janvier 1967 par 46 voix sur 89.
Il est réélu à l'ARS lors des élections régionales de 1967, grâce à l'argent de la mafia selon un rapport des carabiniers. Il ne se représente pas en 1971 et prend la présidence de l'Ente siciliano per la promozione industriale, dont il a conduit la naissance en 1967 pour succéder à la controversée SOFIS.
Il est également un temps membre du Consiglio generale et du Comitato regionale di coordinamento interassessoriale, vice-président du l'Institut immobilier de Catane (Istica) — structure fondée en 1950 avec des fonds de la Società generale immobiliare (Sogene), de la région, de la Chambre de commerce et de Banco di Sicilia, pour réhabiliter le quartier San Berillo — et membre de l'Istituto di amministrazione San Berillo.